# Bogdan, Dobrici
Bogdan (în bulgară Богдан, în română Bogdanova) este un sat în comuna Dobricika, regiunea Dobrici, Dobrogea de Sud, Bulgaria. 
Între anii 1913-1940 a făcut parte din plasa Ezibei a județului Caliacra, România. Lângă localitate a mai existat o așezare (azi dispărută) ce se numea Valali în timpul administrației românești și Malŭk Bogdan în bulgară.

## Demografie
Componența etnică a satului Bogdan
     Bulgari (72,78%)
     Romi (3,79%)
     Turci (21,51%)
     Nicio identificare (1,89%)
La recensământul din 2011, populația satului Bogdan era de 158 locuitori. Din punct de vedere etnic, majoritatea locuitorilor (72,78%) erau bulgari, existând și minorități de turci (21,51%) și romi (3,79%). Pentru 1,89% din locuitori nu este cunoscută apartenența etnică.